# Мікі Дель Прете
Мікі Дель Прете ((італ. Miki Del Prete), справжнє ім'я Мікеле Дель Прете (італ. Michele Del Prete); нар. Барі, 23 липня 1935, Італія) — італійський пісняр і музичний продюсер. Один з найвідоміших та найактивніших італійських піснярів 1960-х—1970-х років. Написав такі відомі пісні, як «Nessuno mi può giudicare» для Катерини Казеллі, «Tripoli 1969» для Патті Право, «Bang Bang» для Даліди й багато інших. Написав багато пісень для Адріано Челентано, у тому числі, такі знамениті як «Il ragazzo della via Gluck» і «La coppia più bella del mondo».

## Біографія
Мікі Дель Прете працював в основному з Адріано Челентано та артистами студії «Clan Celentano», хоча іноді він писав пісні й для інших виконавців.
З 1983 року Дель Прете працював як продюсер над усіма записами Челентано.

### Початок
Дель Прете, як і родина Адріано Челентано, походить з півдня Італії, Апулії, будучи сином футболіста з міста Барі, Маріо Дель Прете, він переїхав в Ломбардію, коли його батько перейшов до складу футбольної команди Комо. Будучи танцюристом рок-н-ролу та другом танцюриста Бруно Доссени (організатора першого італійського рок-н-рольного фестивалю), познайомився з Челентано у 1957 році та став його другом на все життя. Влітку того ж року Дель Прете організував двотижневі виступи Челентано та його гурту «Rock Boys», як переможцям Фестивалю рок-н-ролу, у містах Санремо і Алассіо. Музиканти виступали безкоштовно, в обмін на 2 тижні дармового відпочинку.
У 1960 році він написав Дель Прете дебютував як пісняр, написавши текст для пісні Челентано «Impazzivo per te»: пісня мала великий успіх, і з цього моменту він став постійним співавтором пісень Адріано.

### Clan Celentano
Саме з Дель Прете Челентано вирішив заснувати у 1961 році власну студію звукозапису «Clan Celentano», яка об'єднала б усіх його друзів-музикантів за зразком того, що зробив американський співак Френк Сінатра. Дель Прет починає писати тексти для інших артистів звукозаписної компанії, таких як Рікі Джанко і Дон Бекі.
1966-й став роком великого успіху для Дель Прете, як праці поза студією «Clan Celentano»: тоді він написав пісню «Nessuno mi può giudicare», яку записала Катерина Казеллі і представила її на Фестивалі Санремо того ж року.
У 1975 році Дель Прете також брав участь у написанні сценарію до фільму «Юппі-Ду», другої режисерської роботи Челентано.

### La Kansas
У 1965 року Дель Прете також заснував свою студію звукозапису, у співпраці з Доменіко Серенгеєм, під назвою «La Kansas», яку просувала «Clan Celentano».
Серед артистів, знайдених і запущених Дель Прете, найвідомішими — є гурт «I Camaleonti»; наприкінці 1960-х років він пішов з управління студією, залишивши її одному Серенгею.

### Особисте життя
2 червня 1965 року Дель Прете одружився з акторкою Ліані Массаро, відомою за зйомками у фільмі «Суперпограбування в Мілані».

## Пісні написані Мікі Дель Прете
| Рік  | Назва                                     | Автор тексту                                        | Автор музики                                 | Виконавець                       |
| ---- | ----------------------------------------- | --------------------------------------------------- | -------------------------------------------- | -------------------------------- |
| 1960 | Impazzivo per te                          | Мікі Дель Прете                                     | Адріано Челентано                            | Адріано Челентано                |
| 1961 | Nata per me                               | Мікі Дель Прете і Могол                             | Адріано Челентано                            | Адріано Челентано                |
| 1962 | Peppermint twist                          | Мікі Дель Прете і Пінкі                             | Джої Ді і Генрі Гловер                       | Адріано Челентано                |
| 1962 | Sei rimasta sola                          | Мікі Дель Прете                                     | Рікі Джанко                                  | Адріано Челентано                |
| 1963 | Sabato triste                             | Мікі Дель Прете                                     | Адріано Челентано і Дон Бакі                 | Адріано Челентано                |
| 1964 | Il problema più importante                | Мікі Дель Прете і Лучано Беретта                    | Руді Кларк                                   | Адріано Челентано                |
| 1964 | Resterò da sola                           | Мікі Дель Прете                                     | Лес Вандайк                                  | Розі                             |
| 1964 | È inutile davvero                         | Мікі Дель Прете і Могол                             | Джино Сантерколе                             | Адріано Челентано                |
| 1965 | Ciao ragazzi                              | Мікі Дель Прете і Могол                             | Адріано Челентано                            | Адріано Челентано                |
| 1965 | Chi ce l'ha con me                        | Мікі Дель Прете і Могол                             | Натале Массара                               | Адріано Челентано                |
| 1965 | Uno strano tipo                           | Мікі Дель Прете і Могол                             | Адріано Челентано і Дон Бакі                 | Адріано Челентано                |
| 1965 | Non mi dir                                | Мікі Дель Прете і Клаудіо Адорні                    | Алекс Олстон і Джордж Табет                  | Адріано Челентано                |
| 1965 | La festa                                  | Мікі Дель Прете і Лучано Беретта                    | Натале Массара                               | Адріано Челентано                |
| 1966 | Il ragazzo della via Gluck                | Мікі Дель Прете і Лучано Беретта                    | Адріано Челентано                            | Адріано Челентано                |
| 1966 | Chi era lui                               | Мікі Дель Прете і Могол                             | Паоло Конте                                  | Адріано Челентано                |
| 1966 | Il mare non racconta mai (I go to pieces) | Мікі Дель Прете і Лучано Беретта                    | Дел Шеннон                                   | Camaleonti                       |
| 1966 | I capelloni (over and over)               | Мікі Дель Прете і Лучано Беретта                    | Роберт Джеймс Бірд                           | Camaleonti                       |
| 1966 | Se vuoi restare sola                      | Мікі Дель Прете і Доменіко Серенгей                 | Маріо Пйовано                                | Каверніколі                      |
| 1966 | Tu credi in me (And my baby's gone)       | Мікі Дель Прете, Менегадзі і Доменіко Серенгей      | Майкл Піндер і Денні Лейн                    | Camaleonti                       |
| 1966 | Mondo in mi 7°                            | Мікі Дель Прете, Лучано Беретта і Могол             | Адріано Челентано                            | Адріано Челентано                |
| 1966 | Una festa sui prati                       | Мікі Дель Прете, Лучано Беретта і Могол             | Адріано Челентано                            | Адріано Челентано                |
| 1966 | Nessuno mi può giudicare                  | Мікі Дель Прете і Лучано Беретта                    | Даніеле Паче і Маріо Панцері                 | Катеріна Казеллі                 |
| 1966 | Ma con chi                                | Мікі Дель Прете і Лучано Беретта                    | Адріано Челентано                            | Солідея                          |
| 1966 | Chi era lui                               | Мікі Дель Прете і Могол                             | Паоло Конте                                  | Адріано Челентано                |
| 1966 | Bang bang                                 | Мікі Дель Прете і Алессандро Коломбіні              | Сонні Боно                                   | Даліда                           |
| 1967 | È ritornato «l'uomo del banjo»            | Мікі Дель Прете і Лучано Беретта                    | Джеррі Герман                                | Іко Черутті                      |
| 1967 | Niente                                    | Мікі Дель Прете і Лучано Беретта                    | Іко Черутті                                  | Іко Черутті                      |
| 1967 | Più forte che puoi                        | Мікі Дель Прете і Лучано Беретта                    | Іко Черутті                                  | Клаудія Морі                     |
| 1967 | Tutti contro noi                          | Мікі Дель Прете, Де Лоренцо і Доменіко Серенгей     | Л. Діфіно                                    | Vampiri                          |
| 1967 | Tre passi avanti                          | Мікі Дель Прете і Лучано Беретта                    | Адріано Челентано                            | Адріано Челентано                |
| 1967 | Torno sui miei passi                      | Мікі Дель Прете і Лучано Беретта                    | Детто Маріано                                | Адріано Челентано                |
| 1967 | Eravamo in 100.000                        | Мікі Дель Прете і Лучано Беретта                    | Адріано Челентано                            | Адріано Челентано                |
| 1967 | La coppia più bella del mondo             | Мікі Дель Прете і Лучано Беретта                    | Паоло Конте і Мікеле Вірано                  | Адріано Челентано і Клаудія Морі |
| 1967 | Le vitamine                               | Мікі Дель Прете і Лучано Беретта                    | Адріано Челентано і Детто Маріано            | Тео Теоколі                      |
| 1967 | 30 donne del west                         | Мікі Дель Прете і Лучано Беретта                    | Адріано Челентано                            | Адріано Челентано і Клаудія Морі |
| 1968 | Una carezza in un pugno                   | Мікі Дель Прете і Лучано Беретта                    | Джино Сантерколе                             | Адріано Челентано                |
| 1968 | Un bimbo sul leone                        | Мікі Дель Прете і Лучано Беретта                    | Джино Сантерколе                             | Адріано Челентано                |
| 1968 | La lotta dell'amore                       | Мікі Дель Прете і Лучано Беретта                    | Джино Сантерколе                             | Адріано Челентано                |
| 1968 | L'attore                                  | Мікі Дель Прете і Лучано Беретта                    | Адріано Челентано і Лоренцо Пілат            | Адріано Челентано                |
| 1968 | Non ci fate caso                          | Мікі Дель Прете і Лучано Беретта                    | К. Калхум і Номен                            | Адріано Челентано                |
| 1968 | La tana del re                            | Мікі Дель Прете і Лучано Беретта                    | Джино Сантерколе                             | Адріано Челентано                |
| 1968 | Tutto da mia madre                        | Мікі Дель Прете і Лучано Беретта                    | Скотт                                        | Адріано Челентано                |
| 1968 | Napoleone, il cowboy e lo zar             | Мікі Дель Прете і Лучано Беретта                    | Дікі Томпсон і Расті Кіфер                   | Адріано Челентано                |
| 1968 | Il grande Sarto                           | Мікі Дель Прете і Лучано Беретта                    | Джино Сантерколе                             | Адріано Челентано                |
| 1968 | L'ora del boogie                          | Мікі Дель Прете і Лучано Беретта                    | Білл Хейлі, Джонні Гранде і Біллі Вілліамсон | Адріано Челентано                |
| 1968 | Il filo di Arianna                        | Мікі Дель Прете і Лучано Беретта                    | Джино Сантерколе                             | Адріано Челентано                |
| 1968 | Miseria nera                              | Мікі Дель Прете і Лучано Беретта                    | Джино Сантерколе                             | Адріано Челентано                |
| 1969 | Lirica d'inverno                          | Мікі Дель Прете і Лучано Беретта                    | Адріано Челентано                            | Адріано Челентано                |
| 1969 | La storia di Serafino                     | Мікі Дель Прете і Лучано Беретта                    | Адріано Челентано і Карло Рустікеллі         | Адріано Челентано                |
| 1969 | La pelle                                  | Мікі Дель Прете і Лучано Беретта                    | Джино Сантерколе                             | Адріано Челентано                |
| 1969 | Storia d'amore                            | Мікі Дель Прете і Лучано Беретта                    | Адріано Челентано                            | Адріано Челентано                |
| 1969 | L'uomo nasce nudo                         | Мікі Дель Прете і Лучано Беретта                    | Роберто Негрі і Джузеппе Вердекк'я           | Адріано Челентано                |
| 1969 | Tripoli 1969                              | Мікі Дель Прете і Віто Паллавічіні                  | Паоло Конте і Мікеле Вірано                  | Патті Право                      |
| 1969 | La rivale                                 | Мікі Дель Прете і Лучано Беретта                    | Роберто Негрі і Лоренцо Пілат                | Кетті Лайн                       |
| 1970 | Il forestiero                             | Мікі Дель Прете і Лучано Беретта                    | Джино Сантерколе                             | Адріано Челентано                |
| 1970 | Natale '70                                | Мікі Дель Прете і Лучано Беретта                    | Джузеппе Вердекк'я                           | Адріано Челентано                |
| 1970 | Stivali e colbacco                        | Мікі Дель Прете і Фіоренцо Батаккі                  | Ерос Скіоріллі і Бутровскі                   | Адріано Челентано                |
| 1970 | Brutta                                    | Мікі Дель Прете і Лучано Беретта                    | Джино Сантерколе                             | Адріано Челентано                |
| 1971 | Occhi bianchi e neri                      | Мікі Дель Прете і Альберто Теста                    | Ерос Скіоріллі                               | Мау Крістіані                    |
| 1971 | Voglio regalarti questo disco             | Мікі Дель Прете і Лучано Беретта                    | Нандо Де Лука                                | Мау Крістіані                    |
| 1971 | Sotto le lenzuola                         | Мікі Дель Прете і Лучано Беретта                    | Адріано Челентано                            | Адріано Челентано                |
| 1971 | Una storia come questa                    | Мікі Дель Прете                                     | Гоффредо Канаріні                            | Адріано Челентано                |
| 1971 | Er più                                    | Мікі Дель Прете і Лучано Беретта                    | Карло Рустікеллі                             | Адріано Челентано                |
| 1972 | Quel signore del piano di sopra           | Мікі Дель Прете, Адріано Челентано і Лучано Беретта | Адріано Челентано                            | Адріано Челентано                |
| 1977 | Mackintosh                                | Мікі Дель Прете і Ромоло Сієна                      | Крістіано Мінеллоно і Адельмо Муссо          | Мел                              |
| 1978 | Ti avrò                                   | Мікі Дель Прете і Крістіано Мінеллоно               | Ронні Джексон і Денні Байма Бескет           | Адріано Челентано                |
| 1979 | Soli                                      | Мікі Дель Прете і Крістіано Мінеллоно               | Тото Кутуньйо                                | Адріано Челентано                |

## Джерело
- Мікі Дель Прете на сайті IMDb (англ.)
- Miki Del Prete на сайті AllMusic.  (англ.)
- Miki Del Prete на сайті Discogs